# Ingeborg Kummerow

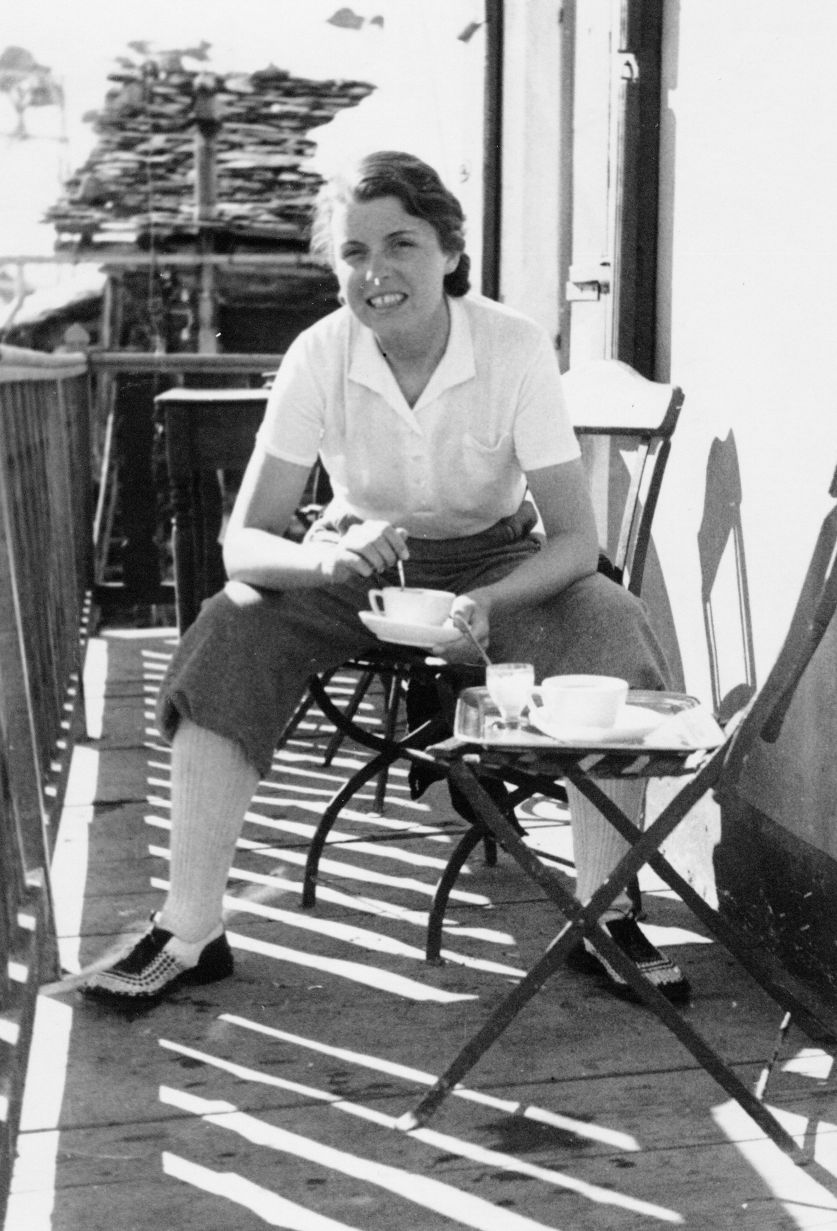
Ingeborg Kummerow in Italien

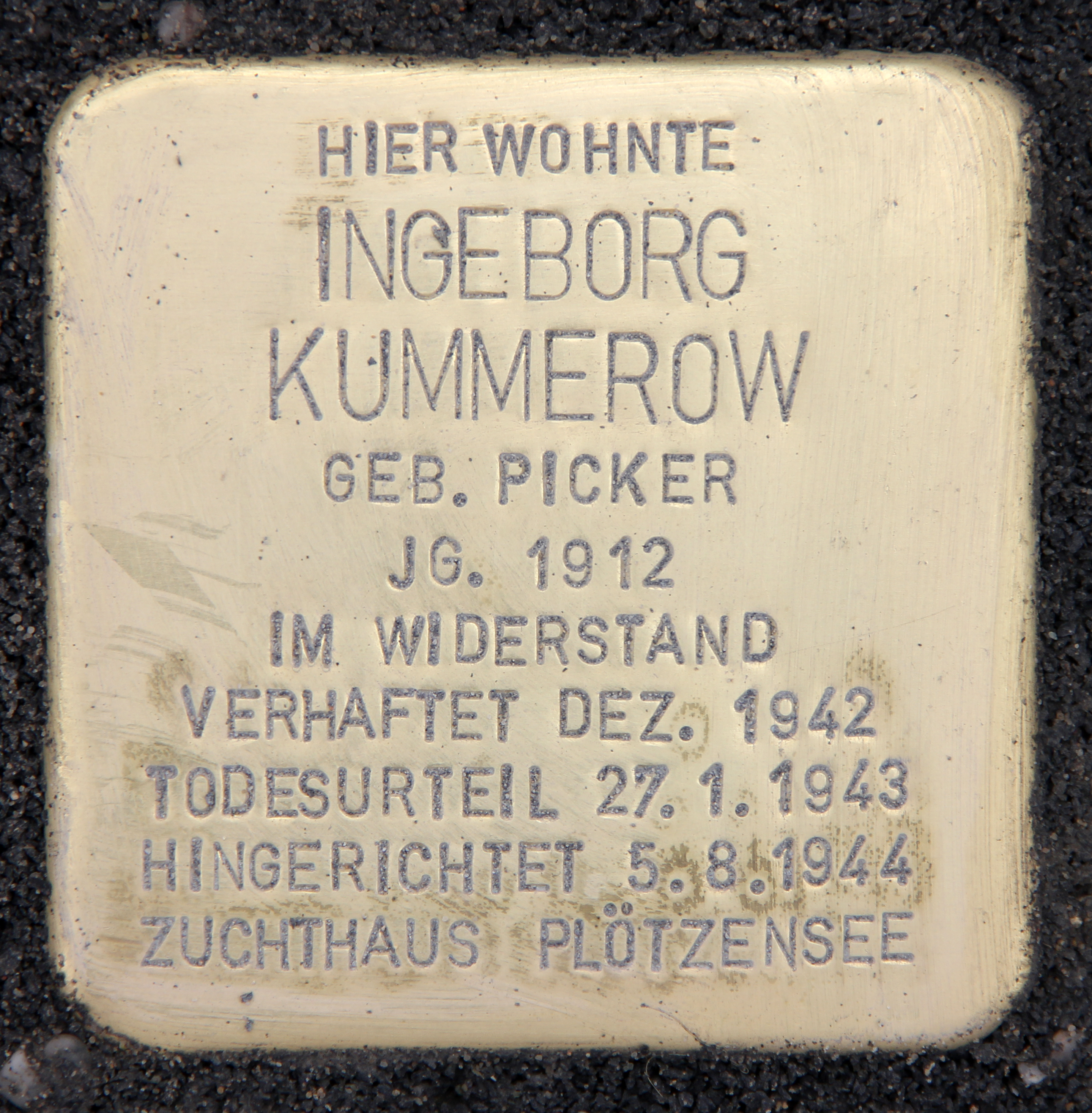
Stolperstein am Haus, Spanische Allee 166, in Berlin-Nikolassee

Ingeborg Kummerow (* 23. August 1912 in Neurahlstedt; † 5. August 1943 in Berlin-Plötzensee) war eine deutsche Widerstandskämpferin. Die Kontoristin und Ehefrau von Hansheinrich Kummerow gehörte der Roten Kapelle an.

## Leben
Ingeborg Mathilde Dolores Kummerow kam als Tochter des Kaufmanns Conrad Martin Adolf Picker und seiner Ehefrau Mathilde Sophie Mariane Louise Picker, geborene Schnitter, zur Welt. Am 24. Oktober 1936 heiratete sie Hans Heinrich Kummerow.
Nachdem Hans Heinrich Kummerow Ende November 1942 durch die Gestapo im Rahmen des Fahndungsbegriffes „Rote Kapelle“ verhaftet worden war, folgte Anfang Dezember ihre Inhaftierung. Am 27. Januar 1943 wurde sie wegen Beihilfe zur „Spionage“ vom Reichskriegsgericht zum Tode verurteilt. Ein Gnadengesuch durch Ingeborg Kummerow, das ebenfalls von 16 weiteren Mitgliedern der Roten Kapelle gestellt wurde, lehnte Adolf Hitler am 21. Juli 1943 im Führerhauptquartier ab. Den Verurteilten wurden zusätzlich die bürgerlichen Ehrenrechte aberkannt. Am 5. August 1943 folgte in Plötzensee, zusammen mit 15 weiteren Verurteilten, ihre Hinrichtung durch das Fallbeil. Ingeborg Kummerow hinterließ zwei kleine Söhne: Steffen und Thomas.

## Ehrungen
- Am 27. März 2015 wurde vor ihrem ehemaligen Wohnort, Berlin-Nikolassee, Spanische Allee 166, ein Stolperstein verlegt. Auf dem Stolperstein ist das Todesdatum falsch mit 5. August 1944 angegeben. Sie wurde bereits ein Jahr vorher am 5. August 1943 hingerichtet.
- 1969 wurde sie postum mit dem sowjetischen Orden des Vaterländischen Krieges I. Klasse geehrt.[1][2]